# Aglaia flavescens
Aglaia flavescens är en tvåhjärtbladig växtart som beskrevs av C. Dc.. Aglaia flavescens ingår i släktet Aglaia och familjen Meliaceae. Inga underarter finns listade i Catalogue of Life.